# Neorhyssemus beccarii
Neorhyssemus beccarii är en skalbaggsart som beskrevs av Vladimir Balthasar 1939. Neorhyssemus beccarii ingår i släktet Neorhyssemus och familjen Aphodiidae. Inga underarter finns listade i Catalogue of Life.